# Chiloguembelitria
Chiloguembelitria es un género de foraminífero planctónico de la familia Guembelitriidae, de la superfamilia Heterohelicoidea, del suborden Globigerinina y del orden Globigerinida. Su especie tipo es Chiloguembelitria danica. Su rango cronoestratigráfico abarca el Daniense inferior (Paleoceno inferior).

## Descripción
Chiloguembelitria incluía especies con conchas triseriadas, de forma subcónica globular; sus cámaras eran subesféricas; sus suturas intercamerales eran incididas; su contorno ecuatorial era subtriangular lobulado; su periferia era redondeada; su abertura principal era interiomarginal, umbilical-extraumbilical a extraumbilical, con forma de arco asimétrico, y bordeada por un labio; presentaban pared calcítica hialina, finamente perforada, y superficie pustulada o rugosa (muricada), con poros en túmulo y rugosidades perforadas.

## Discusión
Algunos autores consideran Chiloguembelitria un género válido y otros los consideran un sinónimo subjetivo posterior de Guembelitria. Su estatus es confuso debido a que no fue designado correctamente la especie tipo. Se asume como especie tipo la única especie del género definida por el autor (Chiloguembelitria danica), es decir, por monotipia según el Art. 68(c) del ICZN. Sin embargo, el holotipo de esta especie tampoco fue depositado. Clasificaciones posteriores han incluido Chiloguembelitria en el orden Heterohelicida.

## Paleoecología
Chiloguembelitria incluía especies con un modo de vida planctónico, de distribución latitudinal cosmopolita, y habitantes pelágicos de aguas superficiales (medio epipelágico, y preferentemente nerítico medio y externo).

## Clasificación
Chiloguembelitria incluye a las siguientes especies:
- Chiloguembelitria biseriata †
- Chiloguembelitria hofkeri †
- Chiloguembelitria danica †
- Chiloguembelitria irregularis †
- Chiloguembelitria trilobata †

Otras especies consideradas en Chiloguembelitria son:
- Chiloguembelitria colombiana †, aceptada como  Jenkinsina colombiana
- Chiloguembelitria samwelli †, aceptada como  Jenkinsina samwelli